# Cruz Grande (São Tomé)
Cruz Grande é uma aldeia de São Tomé e Príncipe, localiza-se ao Norte no distrito da Lobata, ilha de São Tomé, próxima ao Rio do Ouro, à aldeia do Canavial e ao povoado do Conde.